# Partir, revenir
Partir, revenir is een Franse dramafilm uit 1985 onder regie van Claude Lelouch.

## Verhaal
Tijdens de oorlog duikt het Joodse gezin Lerner onder bij vrienden in een kasteel op het Franse platteland. Op een dag verschijnen Duitse soldaten op het kasteel. De Lerners trachten te ontsnappen, maar ze worden gedeporteerd. Enkele jaren later keert Salomé Lerner terug als enige overlevende. Ze is vastbesloten om erachter te komen wie haar gezin verraden heeft. Wanneer ze veertig jaar later in Parijs een jonge pianist hoort spelen, gelooft ze dat hij de reïncarnatie is van haar gestorven broer. 

## Rolverdeling
| Acteur                 | Personage      |
| ---------------------- | -------------- |
| Annie Girardot         | Hélène Rivière |
| Jean-Louis Trintignant | Roland Rivière |
| Françoise Fabian       | Sarah Lerner   |
| Erik Berchot           | Salomon Lerner |
| Michel Piccoli         | Simon Lerner   |
| Évelyne Bouix          | Salomé Lerner  |
| Richard Anconina       | Vincent Rivère |
| Charles Gérard         | Tenardon       |
| Jean Bouise            | Pastoor        |
| Monique Lange          | Salomé (1985)  |
| Marie-Sophie L.        | Angéla         |
| Ginette Garcin         | Huishoudster   |
| Isabelle Sadoyan       | Anna           |
| Bernard Pivot          | Zichzelf       |
| Henri Amouroux         | Zichzelf       |